# レッチレード
レッチレード（Lechlade）またはレッチレード＝オン＝テムズ（Lechlade-on-Thames）は、イングランド・グロスターシャーにある町。コッツウォルズの南端にあり、バーミンガムの89km南、ロンドンの109km西に位置する。テムズ川において航行可能な最上流地点とされるが、水位や小型船など条件が合えば隣接するウィルトシャー郡のクリクレードまで航行できる。町の名前は、町内でテムズ川と合流するリーチ川にちなんで名付けられた。

## 歴史

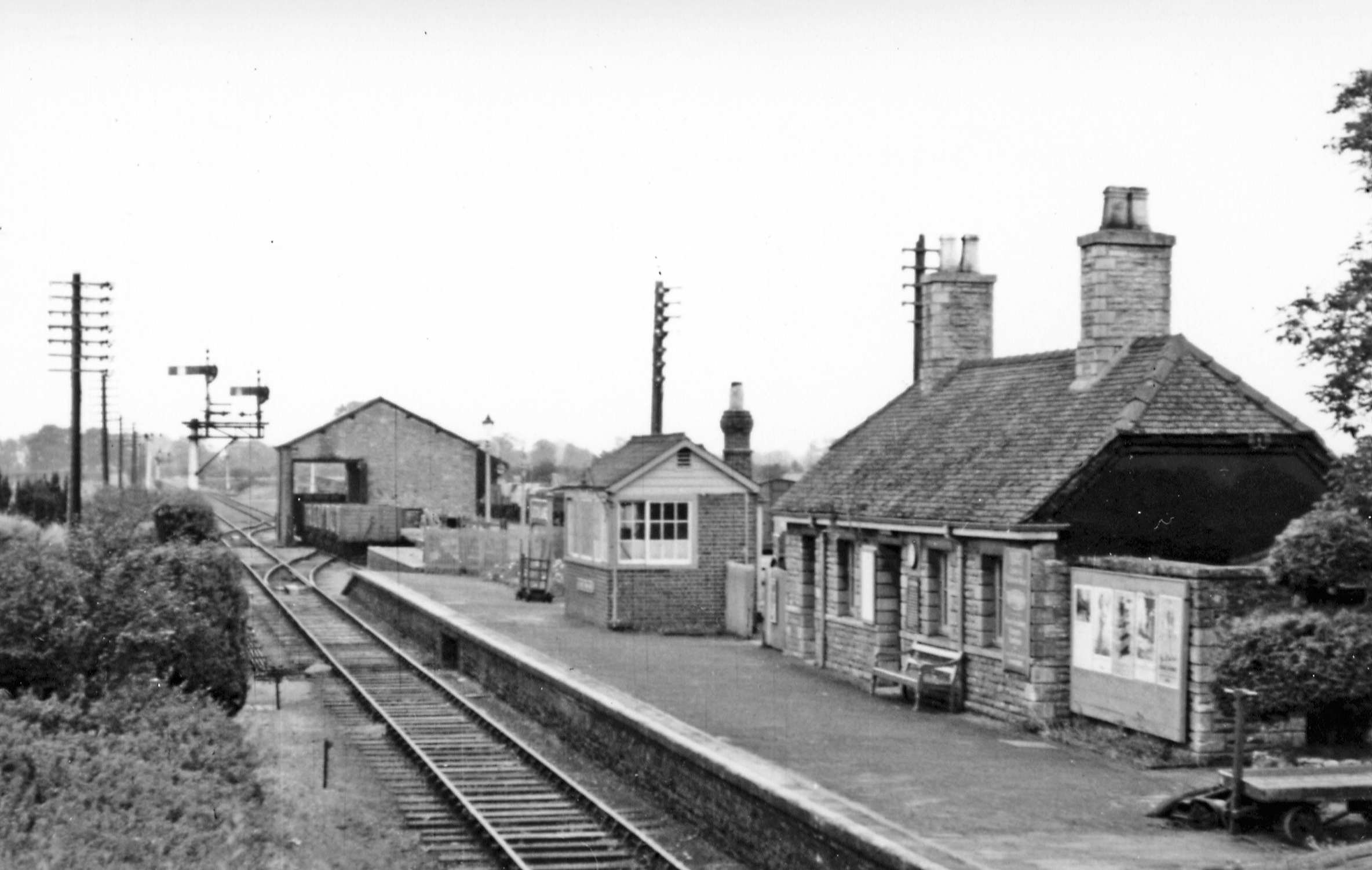
レッチレード駅（1950年）

1943年、航空写真のクロップマークから新石器時代のカーサスが発見された。 鉄器時代とローマ時代の住居の考古学的遺跡がいくつかあり、現在は古代の記念碑として認識されている。    
1066年、ウィリアム征服王はイギリスに同行したヘンリー・ド・フェラーズにレッチレードの邸宅を与えた。この邸宅はドームズデイ・ブックに記載されている。 
1210年、町に市場を与える憲章が可決される。 
13世紀初頭にレッチレード修道院が設立され、1472年まで続いた。 
町は川、運河、道路、鉄道で結ばれた貿易の中心地として発展。1873年に鉄道のレッチレード駅が開業するが、1962年の廃線と共に閉鎖される。  
第二次世界大戦後、フェアフォード空軍基地とブライズ・ノートン空軍基地の開発により、地元の雇用と住宅の需要が高まった。 

## 地理
地質は沖積層、オックスフォード累層、川砂利で構成される。 土地は全体にかなり平坦な低地。 
町は使われなくなった砂利採取場から作られた湖に囲まれ、コッツウォルド・ウォーター・パークの一部を形成している。現在、一部は特別科学関心地区および自然保護区に指定されている。 エドワード・リチャードソン＆フィリス・アメイ自然保護区は、トンボ、サギやカンムリカイツブリなどの鳥が来る湿地とヨシ原で構成される。  Roundhouse Lakeには、ウィジョン、アカハシハジロ、ゴールデンアイ、ホシハジロ、キンクロハジロといった鳥類が訪れる。 

## テムズ川との関わり

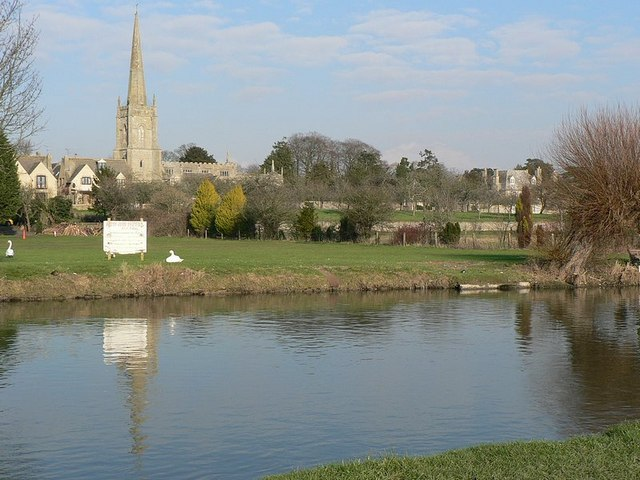
テムズ川とレッチレード

レッチレードは、テムズ川をナロウボートを含む比較的大きな船で移動できる最も上流の町である。ここからロンドンまで、川やテムズ・パスで辿ることができる。
18世紀初頭、ブリストルで荷降ろしされた商品はグロスターに輸送され、陸路でレッチレードに運び、テムズ川を下ってロンドンに送られていた。 したがって、町内のハーフペニー橋はテムズ川を下る長旅を指す用語「Thames meander」の出発点となる。
川は実際には、テムズ・アンド・セバーン運河がテムズ川に合流するイングルシャムの村の近くまで、上流への短い距離を航行できる。手漕ぎボートであれば、さらに上流のクリクレードに到達できる。
観光地としてはテムズ川のボート遊びが人気である。手漕ぎボートから川下りまで、さまざまな種類のボートをここで借りることができる。  
テムズ川で最も上流の水門は、レッチレードにあるセント・ジョンズ水門である。ここには、ボート遊びを見下ろすテムズ川の旧父の像がある。セント・ジョンズ橋から水門と牧草地を越えて、セント・ローレンスの教区教会の尖塔までの景色が見える。詩人のパーシー・ビッシュ・シェリーは、ここで夏の夜の教会の庭を作曲した 。

## 経済
観光や、川を中心にしたイベントが人気である。 
町にはいくつかのパブ、アンティークショップ、コンビニエンスストア、食料品店、ガーデンセンター、クリスマスショップがある。

## 見所
- セント・ローレンス教会（英語版）- イギリス指定建造物の1級に指定されるイングランド国教会。15世紀（おそらく1470年から1476年頃[19] ）の建造とされ、身廊の屋根と高窓、北ポーチ、塔と尖塔は16世紀初頭に追加された可能性がある [20]。歌手のための西ギャラリーが1740年に設置され、1880年代にはさらに内部が追加された。 [21]北通路の床石にはジョン・トゥイニョ（英語版）の記念碑があり、彼とその妻アグネスはレッチレードの「ハレクールテ」の邸宅を得た。 [22]これは、1304年にジョン・デ・ベリューからジョン・バトラーに与えられた4ヤードの土地である「バトラーの裁判所」と同じ建造物であった可能性がある。サイレンセスターのジョン・トゥイニョは、1479年にバトラーの宮廷の領主だった。 [23]

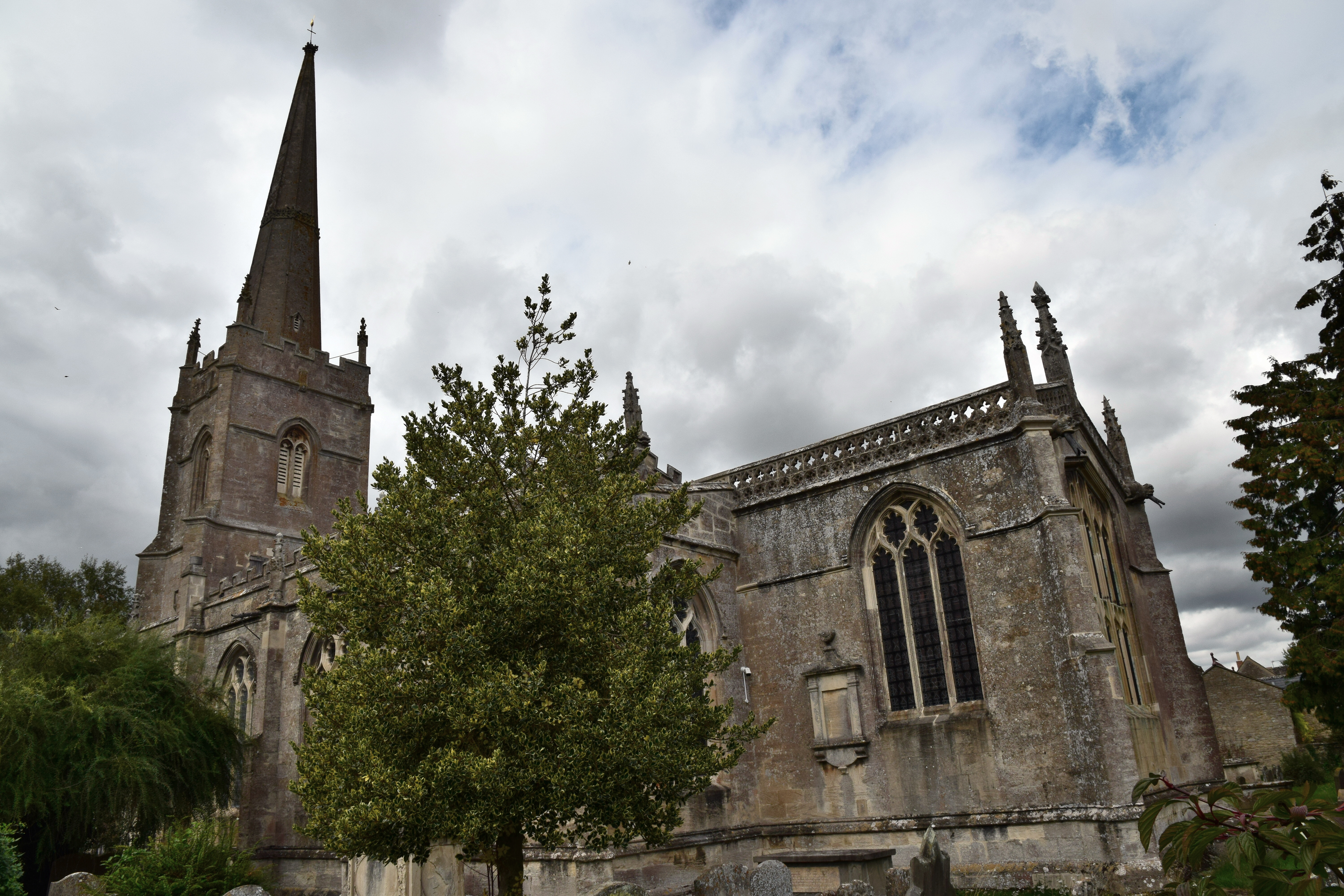
セント・ローレンス教会

以下の建造物はイギリス指定建造物の2級に分類されている。
- トラウト・イン（英語版）- テムズ川のそばに建つパブ。石造り2階建ての2棟で構成され、片方は中世後期、もう片方は18世紀に建造された。
- セント・ジョンズ橋（英語版）- トラウト・インそばのテムズ川にかかる橋。町名の由来でもあるリーチ川はこの近くで合流する。

- レッチレード・マナー（英語版）- 町の中心部の北東にある建物。1872年にジャコビアン様式（英語版）で建てられた。

シャーボーン通りには、1817年に建てられたバプテスト教会もある。  

## 著名人
- レジナルド・アーケル（1881-1959） - レッチレード生まれのジャーナリスト・脚本家およびコミック小説家。ジャーナリストとして活動を続けた後、ロンドンの劇場で多くのミュージカル劇を書き脚本家およびコミック小説家になった。 [26]
- トーマス・プレンス（1599-1673） - 1621年にアメリカに移住。マサチューセッツ州イーストハムの共同創設者であり、プリマスとマサチューセッツ湾植民地の両方の政治指導者であり、マサチューセッツ州プリマスの知事（1634、1638、1657– 1673）。 [27]